# Epirhynchites amygdali
Epirhynchites amygdali là một loài bọ cánh cứng trong họ Rhynchitidae. Loài này được Khnzorjan miêu tả khoa học năm 1954.